# هنري سنايدر
هنري سنايدر (بالإنجليزية: Henry Snyder)‏ هو مؤرخ أمريكي، ولد في 3 نوفمبر 1929 في هايوارد في الولايات المتحدة، وتوفي في 29 فبراير 2016 في كينغستون ‏ في الولايات المتحدة.